# Wita Stjopina

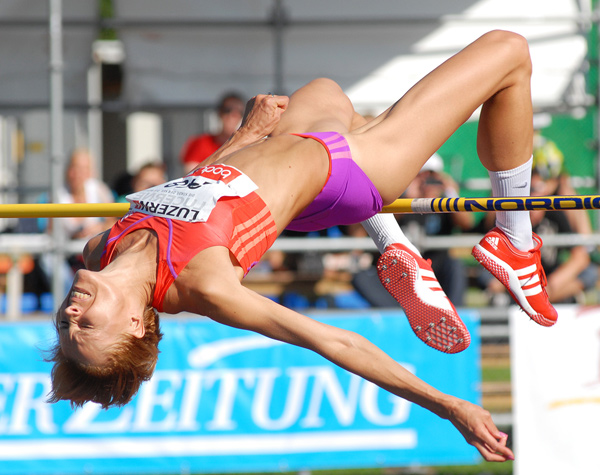
Vita Styopina an "Spitzen Leichtathletik Luzern", 2012, Schweiz

Wita Stjopina (ukrainisch Віта Стьопіна, eigentlich Вікторія Іванівна Стьопіна, Wiktorija Iwaniwna Stjopina, engl. Transkription Vita Styopina; * 21. Februar 1976) ist eine ukrainische Hochspringerin. 
Bei den Leichtathletik-Weltmeisterschaften 1999 in Sevilla wurde sie Siebte, bei den Weltmeisterschaften 2003 in Paris Neunte.
Ihren größten Erfolg bislang erreichte sie bei den Olympischen Spielen 2004 in Athen. Dort errang sie mit ihrer persönlichen Bestleistung von 2,02 m die Bronzemedaille hinter Jelena Slessarenko (RUS) und der höhengleichen Südafrikanerin Hestrie Cloete.
Bei den Weltmeisterschaften 2005 in Helsinki belegte sie den siebten Platz, wie auch bei den Europameisterschaften 2010.